# العلاقات الإسواتينية الكونغوية
العلاقات الإسواتينية الكونغولية هي العلاقات الثنائية التي تجمع بين إسواتيني وجمهورية الكونغو.

## مقارنة بين البلدين
هذه مقارنة عامة ومرجعية للدولتين:
| وجه المقارنة                                              | إسواتيني                                   | [[تصنيف:صفحات تستخدم رمز علم غير موجود\|]] جمهورية الكونغو |
| --------------------------------------------------------- | ------------------------------------------ | ---------------------------------------------------------- |
| المساحة (كم2)                                             | 17.36 ألف                                  | 342.00 ألف                                                 |
| عدد السكان (نسمة)                                         | 1.37 مليون                                 | 5.26 مليون                                                 |
| الكثافة السكانية (ن./كم²)                                 | 78.92                                      | 15.38                                                      |
| العاصمة                                                   | لوبامبا، مبابان                            | برازافيل                                                   |
| اللغة الرسمية                                             | لغة إنجليزية، لغة سوازي                    | لغة فرنسية                                                 |
| العملة                                                    | ليلانغيني سوازيلندي                        | فرنك وسط أفريقي                                            |
| الناتج المحلي الإجمالي (بليون دولار)                      | 4.41 مليار                                 | 8.72 مليار                                                 |
| الناتج المحلي الإجمالي (تعادل القوة الشرائية) بليون دولار | 11.13 مليار                                | 29.48 مليار                                                |
| الناتج المحلي الإجمالي الاسمي للفرد دولار أمريكي          | 3.20 ألف                                   | 1.85 ألف                                                   |
| الناتج المحلي الإجمالي للفرد دولار أمريكي                 | 8.29 ألف                                   |                                                            |
| مؤشر التنمية البشرية                                      | 0.531                                      | 0.591                                                      |
| رمز المكالمات الدولي                                      | +268                                       | +242                                                       |
| رمز الإنترنت                                              | .sz                                        | .cg                                                        |
| المنطقة الزمنية                                           | التوقيت القياسي لجنوب أفريقيا، ت ع م+02:00 | ت ع م+01:00                                                |

## منظمات دولية مشتركة
يشترك البلدان في عضوية مجموعة من المنظمات الدولية، منها:
| علم المنظمة | اسم المنظمة                                 | تاريخ انضمام إسواتيني | تاريخ انضمام جمهورية الكونغو |
| ----------- | ------------------------------------------- | --------------------- | ---------------------------- |
|             | البنك الدولي للإنشاء والتعمير               | 22 سبتمبر 1969        | 10 يوليو 1963                |
|             | يونسكو                                      | 25 يناير 1978         | 24 أكتوبر 1960               |
|             | منظمة التجارة العالمية                      | ?                     | ?                            |
|             | وكالة ضمان الاستثمار متعدد الأطراف          | 18 أبريل 1990         | 16 أكتوبر 1991               |
|             | البنك الإفريقي للتنمية                      | ?                     | ?                            |
|             | منظمة الشرطة الجنائية الدولية               | ?                     | ?                            |
|             | مؤسسة التمويل الدولية                       | 22 سبتمبر 1969        | 1 أكتوبر 1980                |
|             | الأمم المتحدة                               | 24 سبتمبر 1968        | 20 سبتمبر 1960               |
|             | الاتحاد الأفريقي                            | ?                     | ?                            |
|             | مجموعة دول أفريقيا والكاريبي والمحيط الهادئ | ?                     | ?                            |
|             | مؤسسة التنمية الدولية                       | 22 سبتمبر 1969        | 8 نوفمبر 1963                |
|             | منظمة حظر الأسلحة الكيميائية                | ?                     | ?                            |
|             | المركز الدولي لتسوية المنازعات الاستشارية   | 14 يوليو 1971         | 14 أكتوبر 1966               |